# Niua Toputapu
Niua Toputapu es un distrito de la división administrativa de Niuas, en Tonga. Su capital es Hihifo. Tiene una población de 718  habitantes en 2021.  Se sitúa a 337 km al sureste de Niua Fo'ou y a 640 km al norte de la isla de Tongatapu.